# أنطون ماكنزي
أنطون ماكنزي (بالإنجليزية: Anton McKenzie)‏ هو لاعب كرة القدم الكندية أمريكي، ولد في 4 يناير 1981 في ستوني بروك ، نيويورك في الولايات المتحدة.